# Manuel Mur Oti
Manuel Mur Oti, né le 25 octobre 1908 à Vigo (province de Pontevedra) et mort le 5 août 2003 à Madrid (Communauté de Madrid), est un réalisateur, scénariste, poète et romancier espagnol.

## Biographie
Il passe son enfance entre Vigo et la Cantabrie, où son père, fonctionnaire de prison et fabricant de liqueurs, est muté. En 1921, il se rend à Cuba avec sa famille et y passe dix ans de son adolescence et de sa jeunesse ; il commence également à écrire de la poésie et du théâtre et étudie le droit et la littérature. C'est là, à l'âge de dix-sept ans, qu'il publie son recueil de poèmes Espirales (1929) et qu'il crée à La Havane sa comédie La alegría del sitio (1931), suivie de La malcasada et El mayoral. Il se rend également en Haïti et aux États-Unis.
De retour en Espagne en 1933, il commence à publier des articles dans le journal El Socialista. La guerre civile qui s'ensuit le met en contact avec le réalisateur Antonio del Amo, avec lequel il travaille sous les ordres du militaire républicain Valentín González, dit « El Campesino ». Avec cet ami, il entame une intense collaboration : il lui écrit les scénarios de quatre longs métrages entre 1947 et 1949. Son premier contact avec le cinéma a lieu en 1944, lorsque, encouragé par Del Amo, il écrit un scénario sur l'esclavage en Espagne, qui lui vaut un prix du Sindicato Nacional del Espectáculo (es), qu'il transforme ensuite en roman car il ne peut le porter à l'écran : le sujet traité empêche le projet d'avancer et de passer la censure gouvernementale. Cependant, il doit d'abord s'exiler en France, où il est détenu dans un camp d'internement français. Il retourne en Espagne et se fait arrêter à Malaga ; quand il ressort libre, il s'installe à Madrid.
Avec Antonio del Amo, il crée la société de production Sagitario Films (1947), qui finance les trois premiers films de Del Amo, tous écrits par Mur Oti. Il fait ses débuts en tant que réalisateur avec un mélodrame, Je suis un vagabond (es) (1949). Son film suivant, Wolfram (1950) est resté inachevé, en raison de désaccords avec la production. En 1953, il crée sa propre société de production de films, Celta Films.
Ses premiers films ne bénéficient que de budgets très modestes. Il travaille ensuite avec le puissant producteur Cesáreo González (es), grâce auquel il réalise Une vraie garce (es) (1956), une version très libre de la tragédie de Sénèque Phèdre qu'il porte à l'écran avec Emma Penella (dont González a l'exclusivité) et un tout jeune Vicente Parra. À cette époque, il a déjà gagné le surnom affectueux de « el Genio ». Le film a été vu par le dictateur Francisco Franco au Palais royal du Pardo avant que le film ne passe devant la Commission de censure. La critique l'encense et il atteint une notoriété particulière entre 1949 et 1956 avec ses films Cielo negro (es) (1951), considéré comme sa meilleure œuvre, une adaptation d'une histoire d'Antonio Zozaya (es) ; La Maison du condamné (es) (1953), un drame rural ; Orgullo (es) (1955), une saga familiale à la manière d'un western, et le susmentionné Une vraie garce (es) (1956). 

« Il a exploité les traits les plus caractéristiques de son cinéma : un profond sens religieux, un sens enraciné du monde rural et particulièrement des femmes, ainsi qu'une puissance visuelle hors du commun, dont la dénouement de Cielo negro, probablement l'une des séquences les plus mémorables du cinéma espagnol, est restée comme une grande référence. »

— José Coira Nieto
El batallón de las sombras (es) (1957) est un film choral qui examine la vie d'un habitat collectif. Par la suite, sa carrière décline avec une demi-douzaine d'œuvres alimentaires et commerciales, telles que Una chica de Chicago (es) (1958), Duelo en la cañada (1959), un western se déroulant en Andalousie ; Pescando millones (1960) et Le Petit Gondolier (1964), ce dernier à la grande gloire de l'enfant acteur Joselito. Il est cependant un cinéaste au style novateur ; par exemple, Noventa minutos (es) (1949) se déroule en temps réel, avant que la pièce de théâtre Madrugada (1953) d'Antonio Buero Vallejo et le western Le train sifflera trois fois (1952) de Fred Zinnemann ne recourent à ce dispositif. Il intègre également les avancées de la psychanalyse dans la caractérisation des personnages et se moque de la censure gouvernementale et ecclésiastique. Selon Henrique Lage, un de ses films les plus sous-estimés est le thriller noir d'inspiration hitchcockienne/clouzotienne (A hierro muere (es), 1961),.
Il a ensuite fondé une société à Manhattan, Cine Spain, pour distribuer les films de Cine España aux États-Unis, en association avec l'homme d'affaires de Bilbao Manuel Renedo. Il a écrit les scénarios de célèbres adaptations télévisées de l'écrivain naturaliste Vicente Blasco Ibáñez (les séries à succès Cañas y barro, 1978, et La barraca, 1979) ou de films biographiques (El huésped de las tinieblas, réalisé par Antonio del Amo sur Gustavo Adolfo Bécquer ou Teresa de Jesús (es) sur Thérèse d'Avila). Il a exploré d'autres genres (par exemple, le film de guerre avec El escuadrón del pánico, sur l'histoire d'un escadron portoricain pendant la guerre de Corée ; ou le curieux péplum religieux Milagro a los cobardes (es), qui reconstitue la Passion du Christ et une tentative ratée de l'éviter), même s'il avait plus de succès dans le mélodrame. Il clôt sa filmographie avec peut-être le plus personnel de ses films : Morir... dormir... tal vez soñar (1976), qui est cependant passé inaperçu.
Le critique de cinéma espagnol Miguel Marías (es) a écrit sur le cinéaste dans son ouvrage As raízes do drama (1992) à l'occasion d'une rétrospective que la Cinemateca Portuguesa lui a consacrée. Un an plus tard, il reçoit le Goya d'honneur de l'Academia de las artes y las ciencias cinematográficas.
En tant qu'écrivain, il a été finaliste du prix Nadal avec son roman Destino negro. Novela de la trata y el mar (1949), sur le thème inhabituel de l'esclavage dans les colonies espagnoles et de l'industrie esclavagiste ; il a également laissé derrière lui une grande quantité de poèmes inédits. En 1993, Manuel Mur Oti reçoit la médaille d'or du mérite des beaux-arts, décernée par le Ministère espagnol de l'Éducation, de la Culture et des Sports.

## Filmographie

### Réalisateur et scénariste
- 1949 : Je suis un vagabond (es) (Un hombre va por el camino)
- 1951 : Cielo negro (es)
- 1953 : La Maison du condamné (es) (Condenados)
- 1955 : Orgullo (es)
- 1956 : Une vraie garce (es) (Fedra)
- 1957 : El batallón de las sombras (es)
- 1957 : La guerra empieza en Cuba (ca)
- 1959 : Duelo en la cañada
- 1959 : Pescando millones
- 1960 : Una chica de Chicago (es)
- 1962 : A hierro muere (es)
- 1962 : Milagro a los cobardes (es)
- 1963 : Cleopatra y el rencor
- 1963 : Dulcinea y el alba
- 1963 : Don Juan frente a frente
- 1964 : Siete metros de ilusión
- 1964 : Pigmalión y el milagro
- 1965 : La otra cara del espejo (série télé)
- 1965 : Le Petit Gondolier (Loca juventud)
- 1966 : Nuestro regimiento
- 1966 : El escuadrón del pánico
- 1975 : La encadenada
- 1976 : Morir... dormir... tal vez soñar

### Scénariste
- 1947 : Cuatro mujeres d'Antonio del Amo
- 1948 : El huésped de las tinieblas (es) d'Antonio del Amo
- 1949 : Noventa minutos (es) d'Antonio del Amo
- 1949 : Alas de juventud (es) d'Antonio del Amo

### Acteur
- 1953 : Segundo López, aventurero urbano d'Ana Mariscal
- 1978 : Memorias del cine español de Diego Galán
- 1985 : La noche del cine español (es) de Fernando Méndez-Leite (es)

## Publications
- Espirales, Cuba, Orto, 1929, poème.
- La alegría del sitio, 1931, comédie.
- Destino negro, Barcelona, Destino, 1949, roman.